# Flindersia brayleyana
Flindersia brayleyana là một loài thực vật có hoa trong họ Cửu lý hương. Loài này được F.Muell. mô tả khoa học đầu tiên năm 1866.

## Hình ảnh

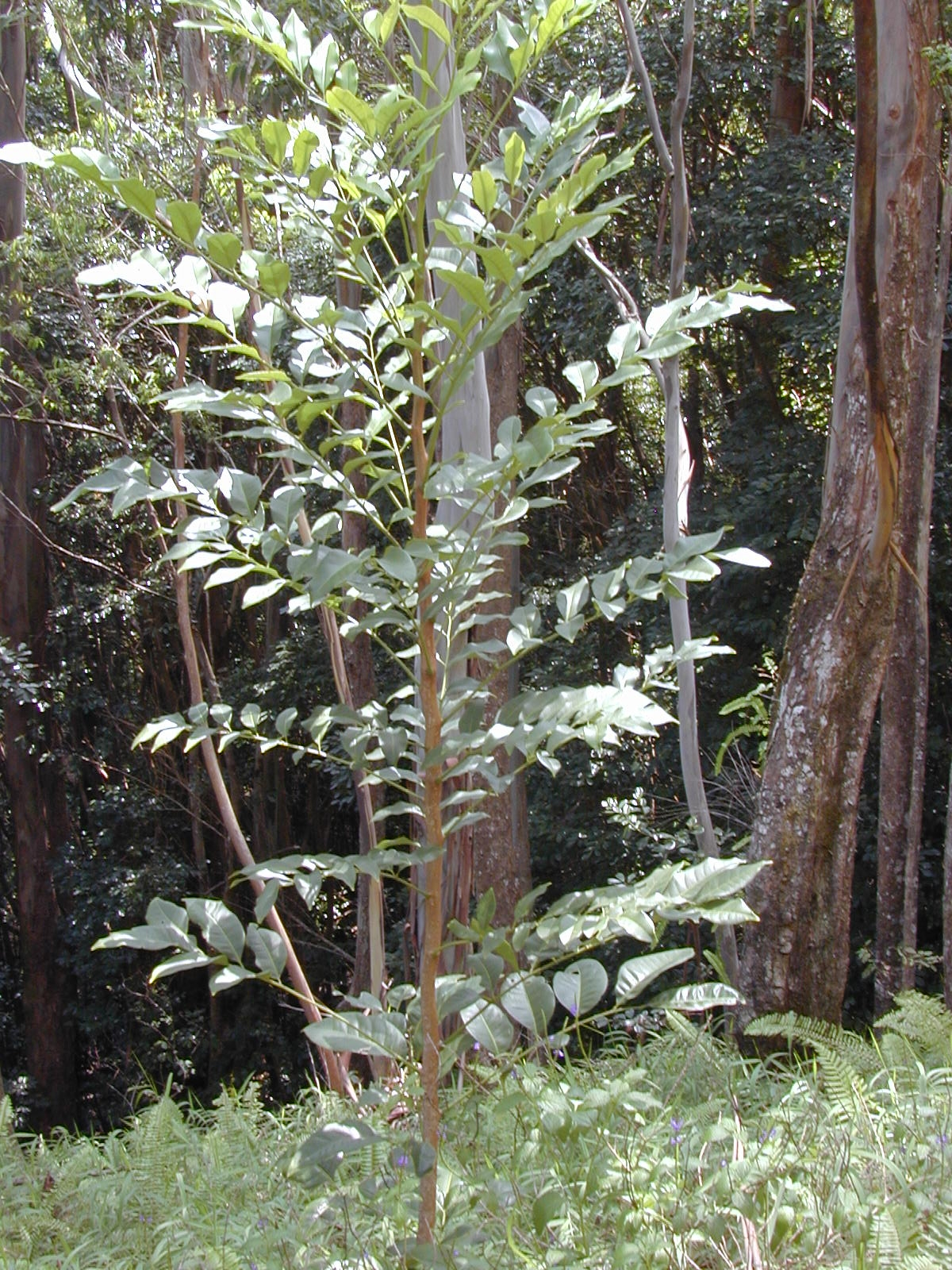
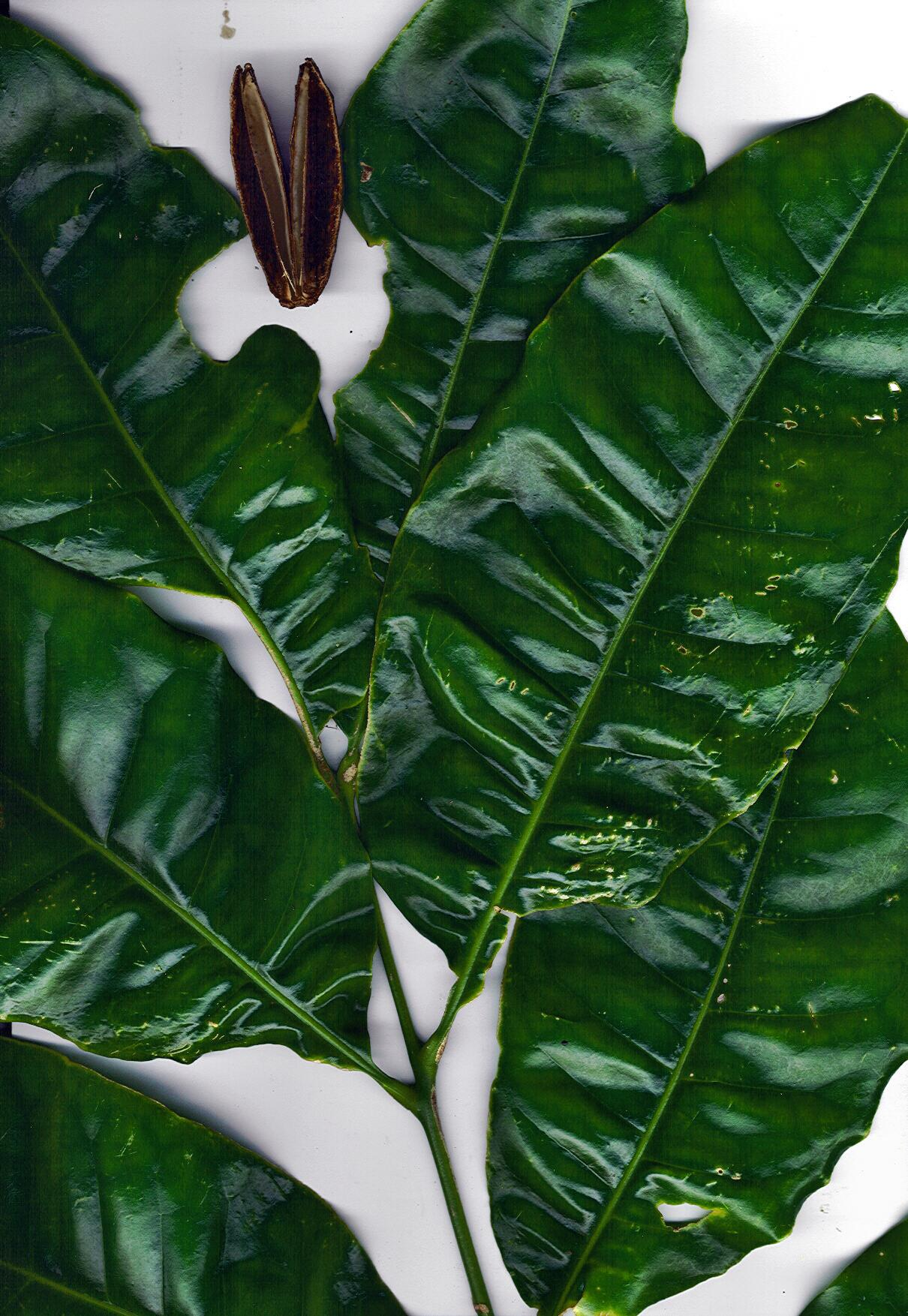
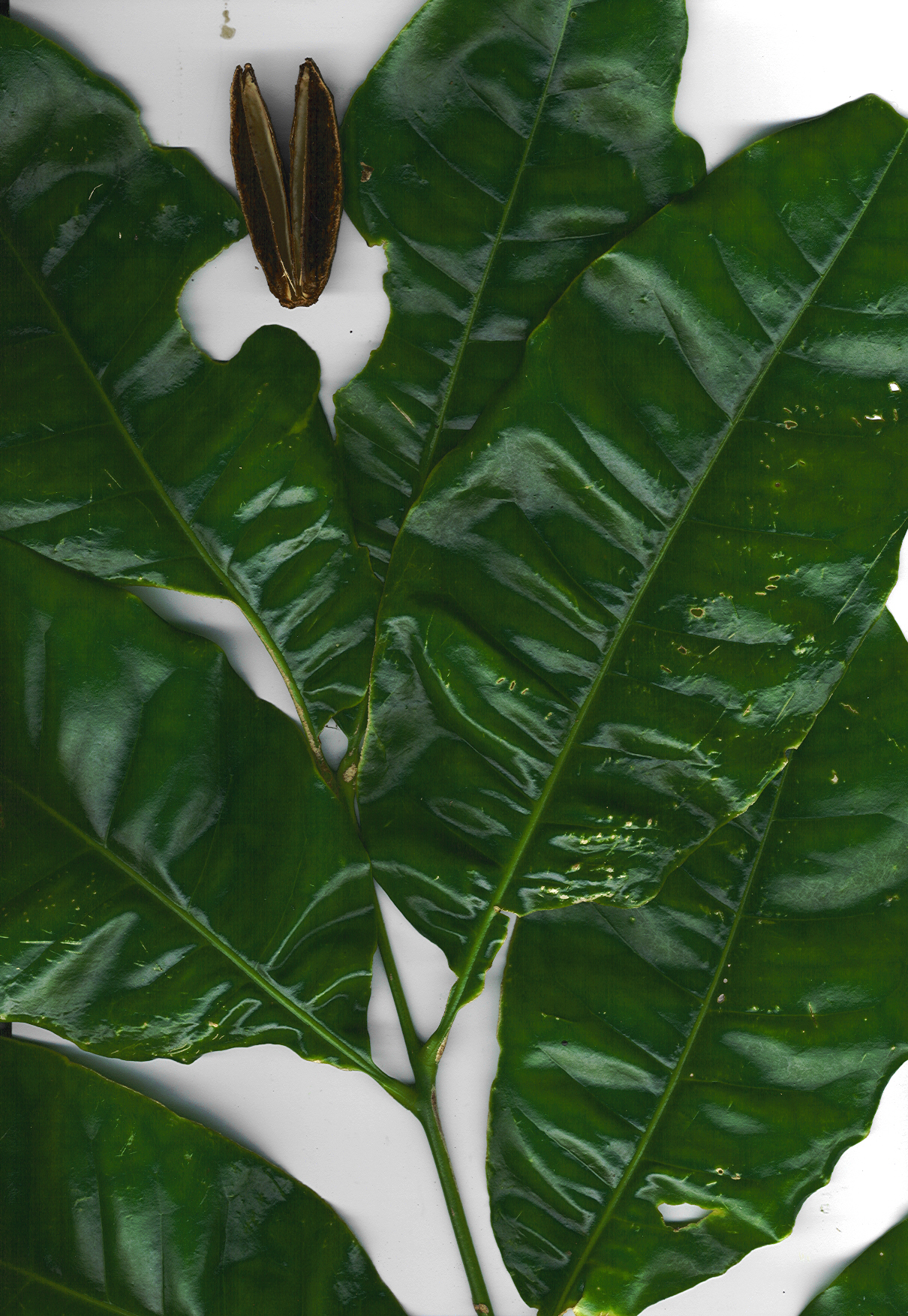
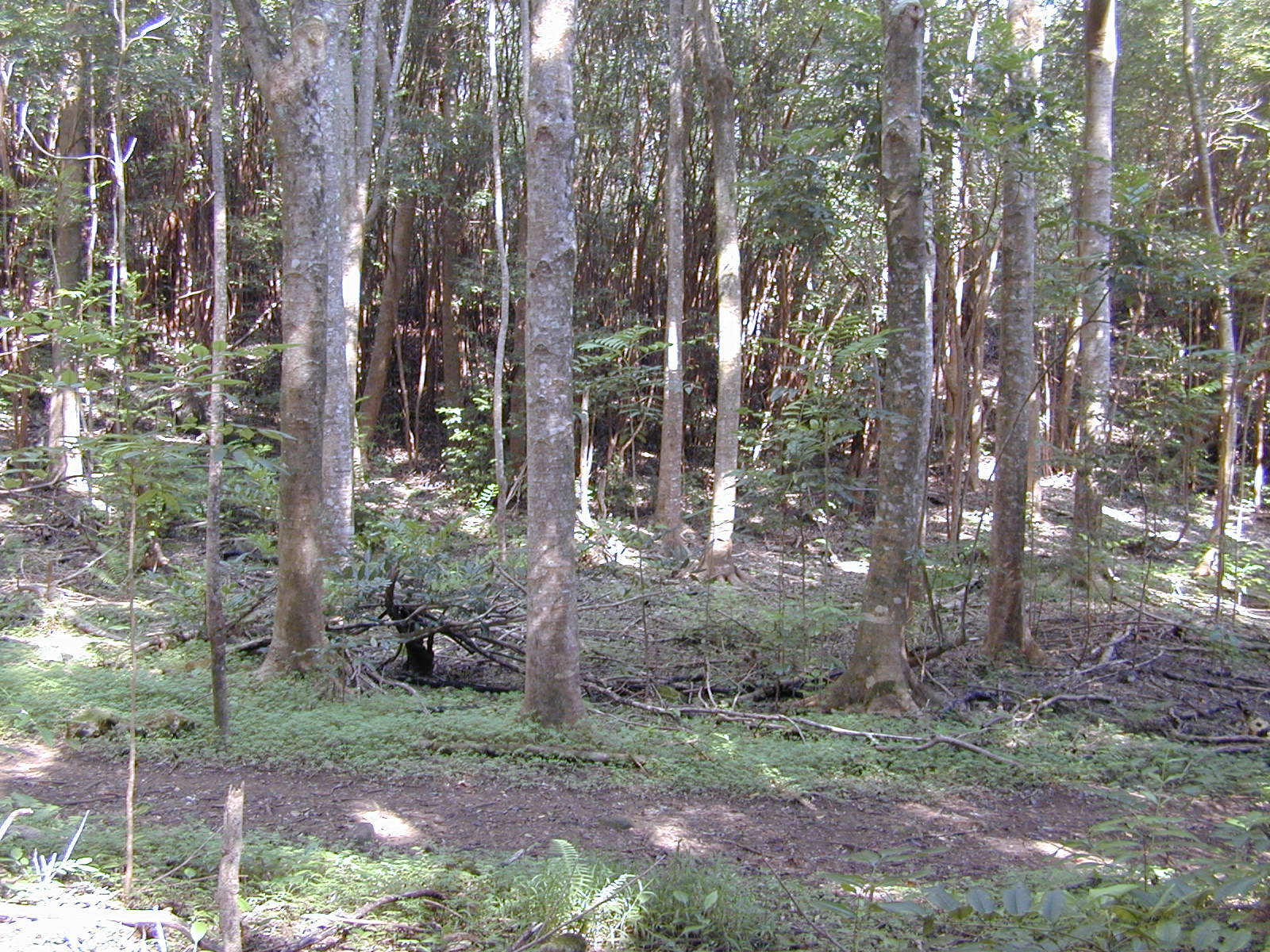